# 寰宇之星
北京寰宇之星软件有限公司是中国大陆曾經存在的单机游戏代理和发行公司，總部位于北京市海淀区。寰宇之星成立于2001年，是由台湾游戏厂商大宇资讯、弘煜科技、宇峻奥汀和唯晶科技共同投资设立，主要负责这些厂商所出品游戏在大陆的代理销售和售後服務工作。寰宇之星後将游戏销售代理业务全权转交游戏天堂，但两家公司实为一体。由于投资者的关系，寰宇之星所代理作品以原生中文游戏居多，著名的引进作品有《仙剑奇侠传系列》、《大富翁系列》、《轩辕剑系列》等。
2009年暑期，上海育碧将单机游戏代理业务转让给寰宇之星，基本退出中国大陆单机游戏发行市场。2014年11月14日，百度贴吧網友爆料並经姚壮宪证实，2007年寰宇之星因代理《仙剑奇侠传四》时遭到匿名举报而被勒令停产，《轩辕剑外传 汉之云》等游戏发售也受牵连，最终于2015年11月结业。